# Eddie Howe
Edward John Frank Howe (Amersham, 1977. november 29. –) angol labdarúgó, edző.
Pályafutása nagy részét a Bournemouth csapatánál töltötte. Mikor visszavonulását követően 2009-ben kievezték a csapat vezetőedzőjének, akkor ő volt a English Football League történetének legfiatalabb menedzsere. Rövid időt eltöltött a Burnley élén is, majd visszatért Bournemouthba és története során először az élvonalba vezette a csapatot. 2015-ben megkapta a liga díjátadóján az év menedzsere díjat. Arsène Wenger 2018-as Arsenaltól való távozását követően ő lett a Premier League egyazon csapatnál leghosszabb ideje tevékenykedő edző.

## Pályafutása

### Játékosként
Eddie Howe Amersham városában született, Buckinghamshire megyében. Több kisebb csapat után került a Bournemouthhoz. 1995 decemberében debütált az első csapatban a Hull City ellen. Csapata meghatározó játékosává vált, 1998-ban az angol korosztályos csapattal szerepelt a Touloni Ifjúsági Tornán.
2002 márciusában 400 000 fontért cserébe aláírt a Portsmouthhoz, azonban nem sokkal később egy Preston North End elleni mérkőzésen súlyos térdsérülést szenvedett.
A 2002–2003-as szezon első mérkőzésén tért vissza a pályára, de a Nottingham Forest elleni találkozó kilencedik percében újabb térdsérülés miatt kellett lecserélni. 2004 januárjában, 18 hónap elteltével tért vissza, márciusban pedig kölcsönadták a Swindon Townnak. 
A 2004–2005-ös szezon első felében kölcsönben visszatért a Bournemouth csapatához, majd nevelőegyesülete végleg megvásárolta a játékjogát. Ezt követően még három szezonon át volt a csapat játékosa, összességében több mint 270 tétmérkőzésen lépett pályára a klub színeiben. 2007-ben fejezte be pályafutását.

### Vezetőedzőként
2006 decemberében, 29 évesen már játékos-edzőként is segítette Kevin Bond munkáját a tartalékcsapatnál, amellett, hogy aktív labdarúgó volt. 2007 nyarán folyamatos térdproblémái miatt visszavonult, majd miután Bondot 2008 szeptemberében menesztették, ő is távozott a klubtól. Pár hónap múlva, a december 31-én menesztett Jimmy Quinn helyére ismét ő ülhetett le a Bournemouth kispadjára. A szezon végén elkerülte a csapattal a kiesést, annak ellenére, hogy 17 pontos hátrányt kellett ledolgoznia a klubnak. 
A 2009–2010-es szezon elején a Bournemouth kilenc bajnokiból nyolcat megnyert, ezzel új klubrekordot állítva fel. 2009 novemberében a Peterborough United szerette volna szerződtetni Darren Ferguson helyére, de Howe elutasította az ajánlatot.
2010. április 24-én a Burton legyőzésével a csapat feljutott a negyedosztályból a harmadosztályba. 2011 elején számos klub szerződtette volna menedzserének, azonban Howe kijelentette, hogy marad a csapatnál. 2011. január 14-én a Burnley élére nevezték ki. Utolsó, és egyben 100. bajnokiján a Colchester United ellen ült a Bournemouth kispadján.
2011. január 16-án hivatalosan is bemutatták új együttesénél, ahol három és fél éves szerződést írt alá. 2011. január 22-én, a Scunthorpe elleni bajnokin irányította először a csapatot, a találkozó 0–0 lett. A Burnley 8. lett a szezon végén, míg a következő, 2011–12-es idényben a 12. helyen végzett a bajnoki táblázaton. 2012 októberében távozott a klubtól személyes okokra hivatkozva.
2012 októberében újból kinevezték a Bournemouth menedzserének. Novemberben a hónap edzőjének választották a harmadosztályban, miután három győzelmet és két döntetlent ért el a bajnokságban és az FA-kupában is továbbjutott a csapata. 2013. április 20-án a klub feljutott a másodosztályba, a bajnok Doncaster Rovers mögött egy ponttal a második helyen végzett a League One bajnoki táblázatán. A 2013–14-es szezonban a Championship tizedik helyén zárt a csapat, hat ponttal a feljutásért vívott play-off pozícióktól lemaradva.
2015. április 19-én Howe-t választották az évtized menedzserévé az English Football League szavazásán.
2015. április 27-én biztossá vált, hogy története során először a Bournemouth feljut a Premier League-be. A 2014–2015-ös szezon bajnoki címét egy pontos előnnyel nyerte meg a csapat a Watford előtt. Május 2-án, az utolsó forduló, és a Charlton elleni győzelmet követően Howe a szurkolóknak mondott köszönetet.
A Bournemouth az első élvonalbeli szezonjában 16. lett, öt ponttal megelőzve a már kieső Newcastle Unitedet. A 2016–17-es szezonban a Bournemouth kilencedik, egy évvel később pedig 12. lett a bajnokságban. A 2019-2020-as idény végén a Bournemouth kiesett a Premier League-ből, Howe pedig távotzott a csapat éléről.
2021. november 8-án a Newcastle United 2024 nyaráig szóló szerződést kötött vele.

## Magánélet
Nős, feleségével, Vickivel három gyermeke van.

## Sikerei, díjai
AFC Bournemouth
- Football League Championship: 2014–15[28]
- Football League One 2. hely, feljutás: 2012–13[24]
- Football League Two 2. hely, feljutás: 2009–10[13]

Egyéni elismerés
- Football League Awards, az évtized edzője: 2005–2015[35]
- The League Managers Association Awards, az év edzője: 2015[36]
- Premier League – A hónap edzője díj: 2017 március, 2018 január, 2018 október[37]
- Football League Championship, a hónap edzője: 2014 október,[38] 2015 március[39]
- Football League One, a hónap edzője: 2012 november,[40] 2013 április[41]

## Edzői statisztikája
2022. április 30. szerint.
| Csapat           | Nemzet   | –tól               | –ig                | Mérleg     | Mérleg | Mérleg | Mérleg | Mérleg |
| M                | GY       | D                  | V                  | Győzelem % |        |        |        |        |
| ---------------- | -------- | ------------------ | ------------------ | ---------- | ------ | ------ | ------ | ------ |
| Bournemouth      | Anglia   | 2008. december 31. | 2011. január 11.   | 102        | 51     | 18     | 33     | 50     |
| Burnley          | Anglia   | 2011. január 16.   | 2012. október 12.  | 87         | 34     | 19     | 34     | 39.08  |
| Bournemouth      | Anglia   | 2012. október 12.  | 2020. augusztus 1. | 356        | 143    | 77     | 136    | 40.17  |
| Newcastle United | Anglia   | 2021. november 8.  | jelenleg is        | 25         | 11     | 5      | 9      | 44     |
| összesen         | összesen | összesen           | összesen           | 570        | 239    | 119    | 212    | 41.93  |